# Listă de chimiști și alchimiști
Aceasta este o listă de chimiști și alchimiști notabili.

## Alchimiști

### A - B - C - D
| A | B | C                                    | D                              |
| --- | --- | ------------------------------------ | ------------------------------ |
| - Abdul-Qasim al Iraqi (sec. XIII) - Heinrich Cornelius Agrippa (1486-1535) - Albertus Magnus (1193-1280) - Pietro d'Apone (1250-?) - Avicenna (980-1037) - Artephius (sec. XII) | - Roger Bacon (1214-1294) - Basilius Valentinus (sec. XV) - Berthold der Schwarze (sec. XIV) - Bernhardus Trevisanus (1406-1490) - Hennig Brand (1630-1692) | - Johann Conrad Creiling (1673-1752) | - Democrit (ca. 470-380 î.Hr.) |

### E - F - G - H
| E | F | G | H                        |
| - | - | - | ------------------------ |
|   |   |   | Geber (Jabir ibn Hayyan) |

### I - J - K - L
| I | J | K | L                              |
| - | - | - | ------------------------------ |
|   |   |   | - Raimundus Lullus (1235-1315) |

### M - N - O - P
| M                               | N                                      | O | P                                                          |
| ------------------------------- | -------------------------------------- | - | ---------------------------------------------------------- |
| - Jean de Meung (c.1250-c.1305) | - Nagarjuna - Isaac Newton (1643-1727) |   | - Paracelsus (1493-1541p) - Pseudo-Geber (Spania, sec.XIV) |

### Q - R - S - T
| Q | R                                                              | S | T                                                                |
| - | -------------------------------------------------------------- | - | ---------------------------------------------------------------- |
|   | - Gilbert de Rais (1401-1440) - George Ripley (Anglia, sec.XV) |   | - Bernard Trevisan (1406-1490) - Johannes Trithemius (1462-1516) |

### U - V - W - X
| U | V                                                                   | W | X |
| - | ------------------------------------------------------------------- | - | - |
|   | - Basiluis Valentinus (sec.XV) - Arnaldus de Villanova (1235?-1311) |   |   |

### Y - Z
| Y | Z |
| - | - |
|   |   |

## Chimiști

### A
- Svante Arrhenius

### B
- Daiana Bălănică
- Claude Louis Berthollet
- Jöns Jakob Berzelius
- Robert Boyle

### C
- Henry Cavendish
- Marie Curie

### D
- John Dalton

### G
- Leopold Gmelin

### K
- Richard Kirwan

### L
- Antoine Lavoisier

### M
- Dimitri Mendeleev

### N
- Alfred Nobel

### P
- Louis Pasteur

### R
- Franciszek Rychnowski

### S
- Paul Sabatier
- Jan Szczepanik

### T
- Nicolae Teclu
- Arne Wilhelm Kaurin Tiselius

### W
- Friedrich Wöhler

### Z
- Karl Ziegler